# ミハーイ (ボスニア公)
ミハーイ (ハンガリー語: Mihály 1243年以降 – 1266年3月23日以前)は、ボスニア公。リューリク家の出身。
ロスチスラフ・ミハイロヴィチと、ハンガリー王ベーラ4世の娘アンナの間の息子である。1262年に父ロスチスラフが死去すると、その封土は息子たちで分割された。ミハーイはボスニアの一部を、ベーラはマチヴァのバン領を継承した.
ミハーイが死去したとき、その遺領はベーラが継承した。